# Історія однієї криївки
«Історія однієї криївки» — український документально-художній фільм 2013 року. Розповідає про створення криївки та боротьбу вояків УПА з енкаведистами.
Робота над фільмом тривала два роки. "Історію однієї криївки" спільно створювали члени Товариства пошуку жертв війни "Пам'ять", актори місцевих театрів та доброчинці. Прем'єра фільму відбулася 11 жовтня 2013 року у Львові в Кінопалаці ім. Олександра Довженка. Стрічка присвячена 71-й річниці створення Української Повстанської Армії та Дня Українського козацтва.

## Опис
За словами автора ідеї, голови «Товариства пошуків жертв війни «Пам'ять» Любомира Горбача, фільм розповідає про боротьбу українців у 40-50-их роках минулого століття проти німецького, російського, польського окупантів та про підпільну діяльність ОУН, яка виступила ініціатором створення власних збройних сил під назвою Українська Повстанська Армія. За його словами, в основу акторських діалогів покладені реальні висловлювання учасників подій, взяті з інтерв’ю, мемуарів, або архівних документів. 10% фільму складає хроніка подій із Другої світової війни, а решту – художні постановки на основі історичних джерел. Також у фільмі є свідчення учасника побудови справжньої криївки, а також декілька діалогів. Окрім того, сюжет коментує історик.
Головні ролі у фільмі зіграли актори Львівського театру ім. М. Заньковецької та Львівського театру ім. Л. Українки. Другорядні ролі дісталися членам ГО «Товариство пошуку жертв війни «Пам'ять».
Робота над фільмом тривала два роки. Зйомки стрічки відбувалися на Львівщині та на Рівненщині, у селах, де збереглися старі хати з довоєнним побутом. Загальний бюджет фільму становить 200 тисяч гривень, з них 90 тис. виділила Львівська міська рада, решту - пожертви доброчинців. «Техніка, яка з’являється у кадрі, належить товариству. Довгі роки ми її скуповували на металобрухті та відновлювали», - розповів Любомир Горбач.
Метою документально-художнього фільму «Криївка», за словами автора ідеї, є відтворення яскравого героїчного періоду боротьби українців за відновлення державності під знаменами УПА у 40-50-их роках минулого століття.